# Nassereith

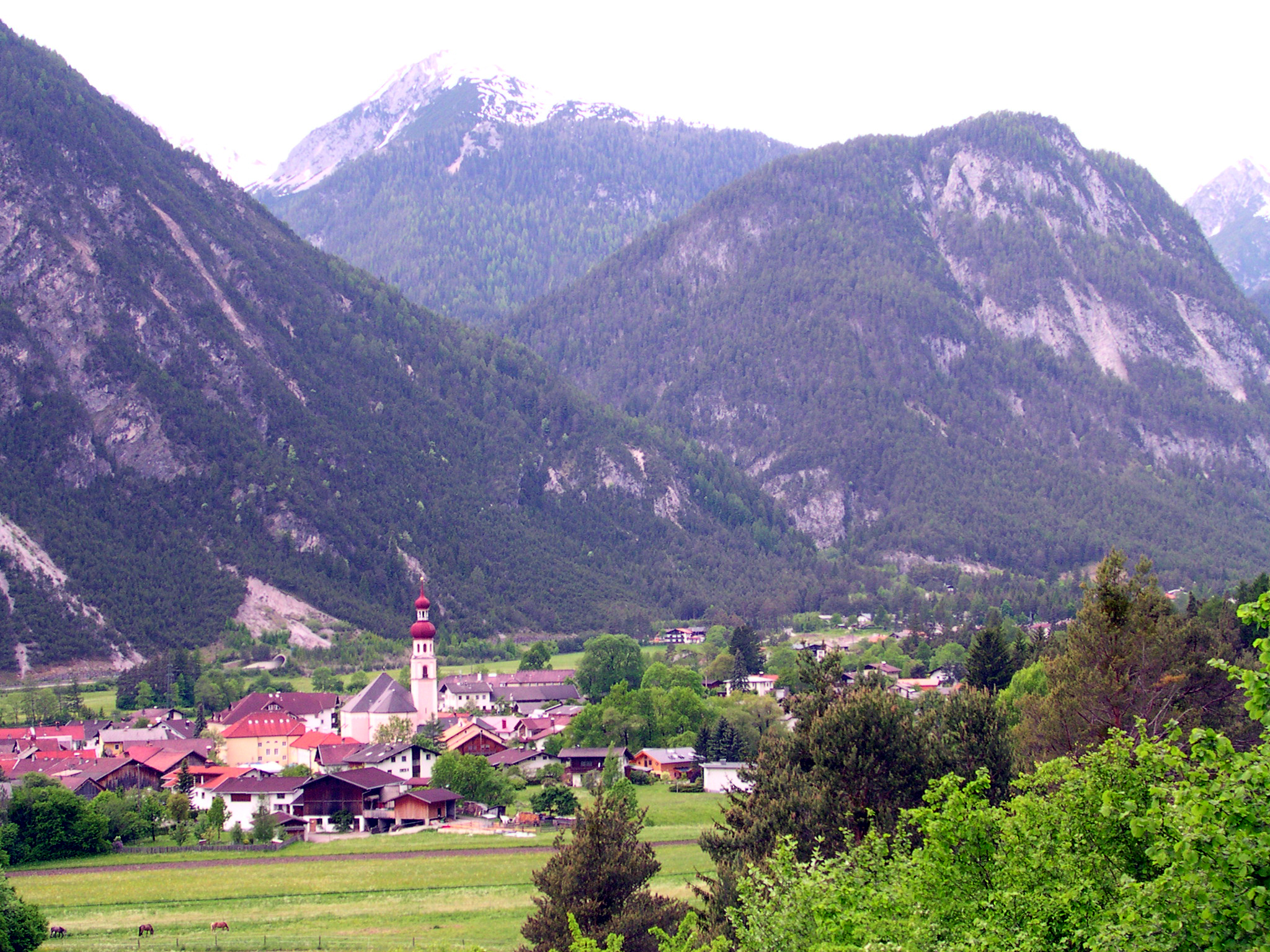
Blik op het centrum van Nassereith vanuit het oosten

Nassereith is een gemeente in het district Imst van de Oostenrijkse deelstaat Tirol.
Nassereith ligt aan het einde van het Gurgltal, aan de belangrijke verkeersweg over de Fernpas naar Imst (de voormalige Via Claudia Augusta). Hier eindigt ook de oude zoutstraat over de Holzleitensattel en het Mieminger Plateau naar Telfs. De gemeente bestaat naast de gelijknamige hoofdkern uit de woonkernen Rossbach, Dormitz, See-Eck en Sankt Wendelin. Een in 1995 aangelegde rondweg heeft ertoe geleid dat het doorgaand verkeer niet langer het dorp hoeft te doorkruisen.
De eens zo belangrijke nijverheid is geslonken tot een klein aantal ambachtsbedrijven. Het toerisme is een belangrijke bron van inkomsten en een groot deel van de inwoners werkt in omliggende gemeenten. Nassereith staat bekend om zijn kerststalfiguren, die niet zoals gebruikelijk uit hout zijn gesneden, maar uit gebakken klei bestaan.
Het hutje Fernstein werd voor het eerst vermeld in 1288 en was het voormalige tolhuis aan de Fernpas. Op een eiland in de Fernsteinsee staan de overblijfselen van het jachtslot Sigmundsburg, dat gebouwd werd voor 1462. Niet ver daarvan liggen de Samerangersee en de Schanzlsee.

## Foto's

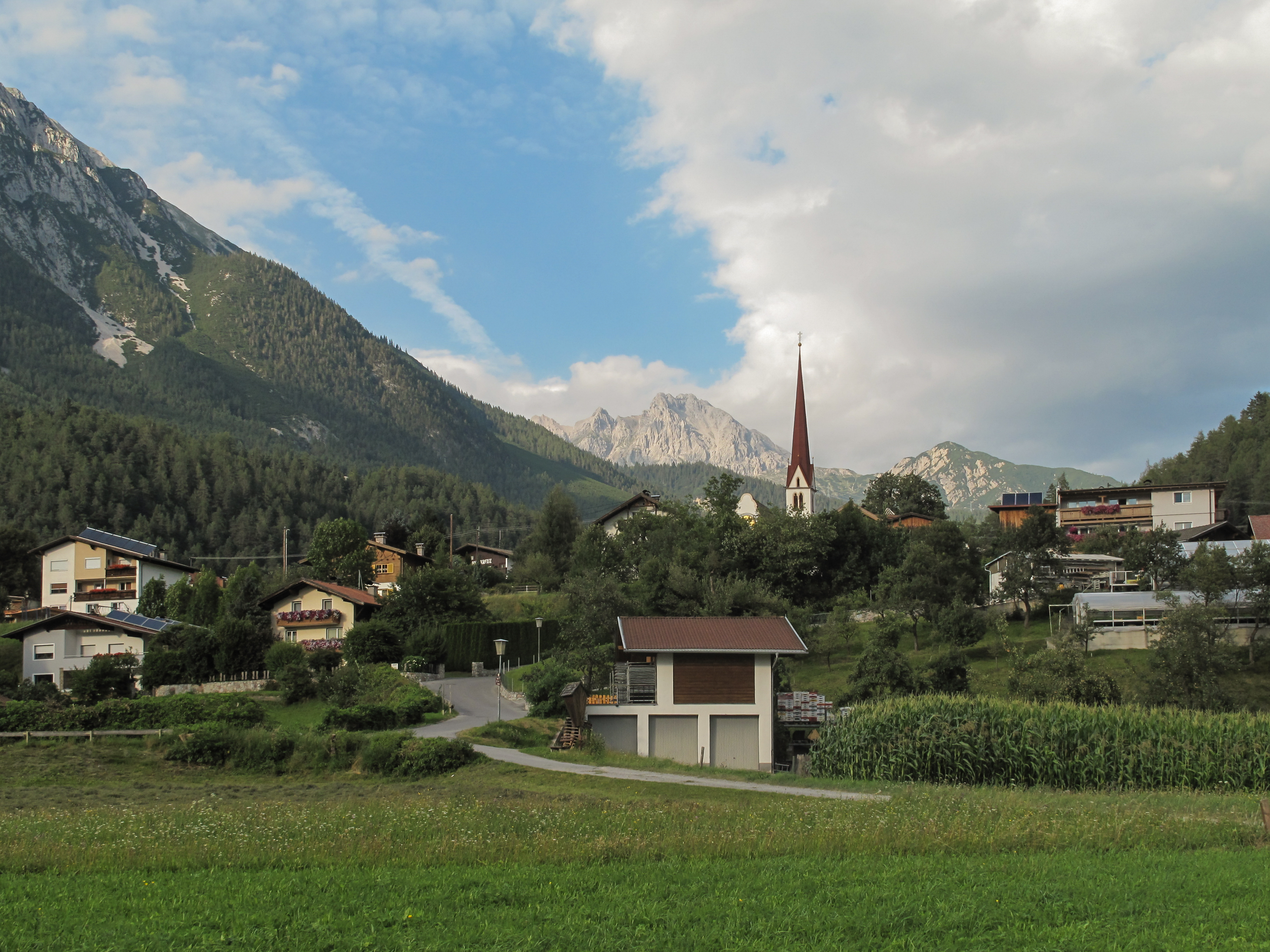
Dormitz, dorpszicht
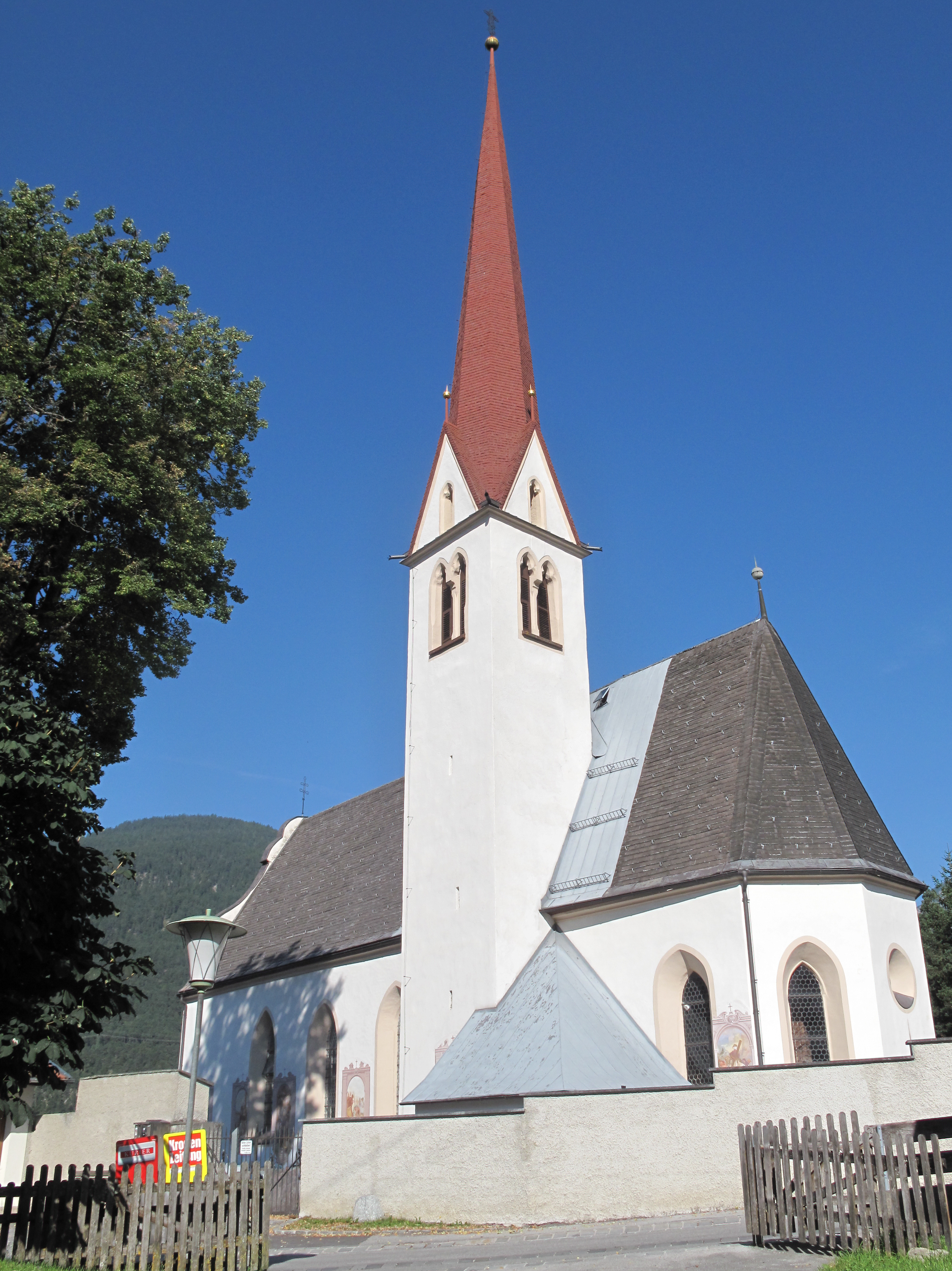
Dormitz, kerk: die Wahlfahrtskirche
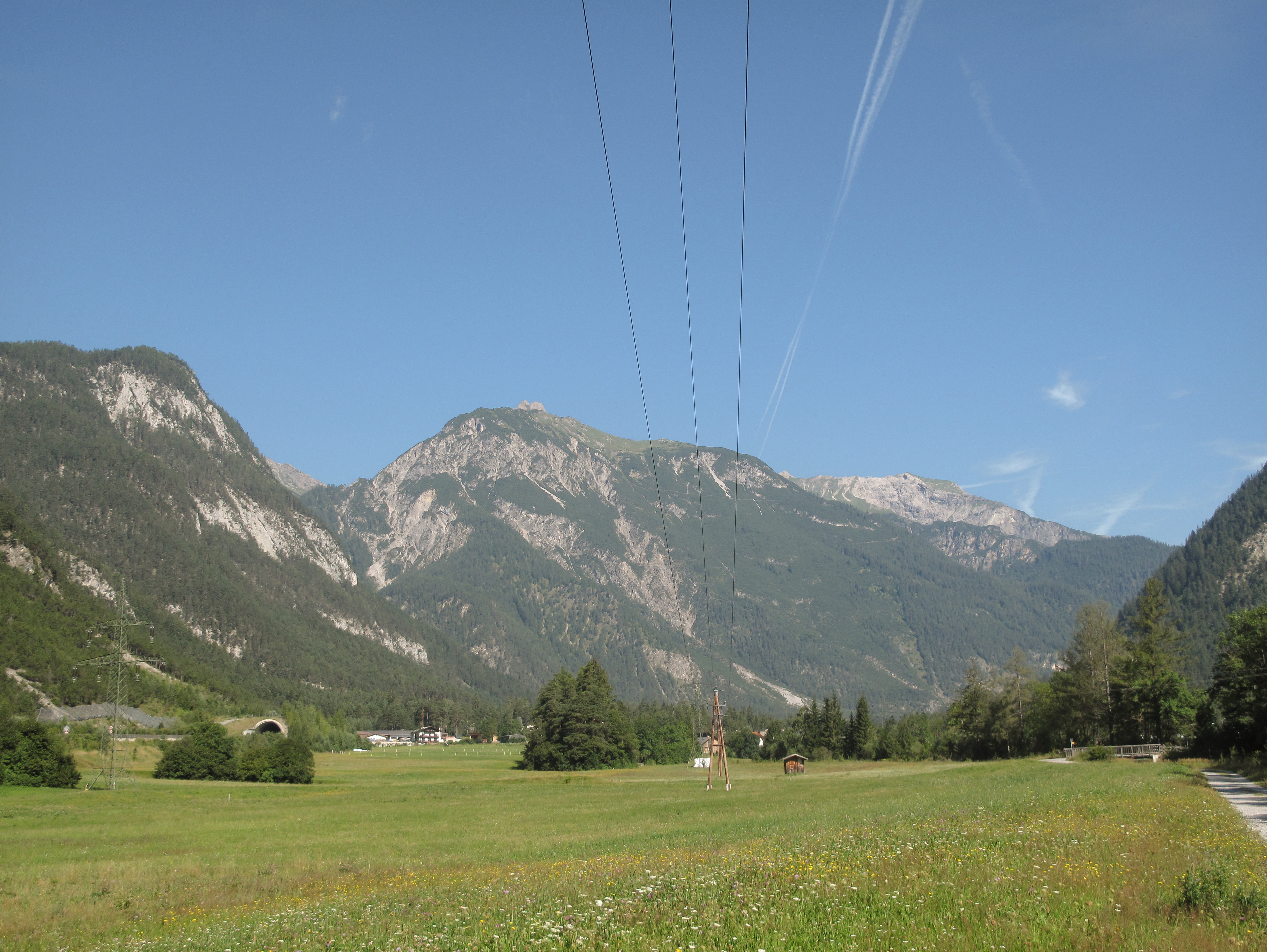
tussen Nassereith en Dormitz, panorama
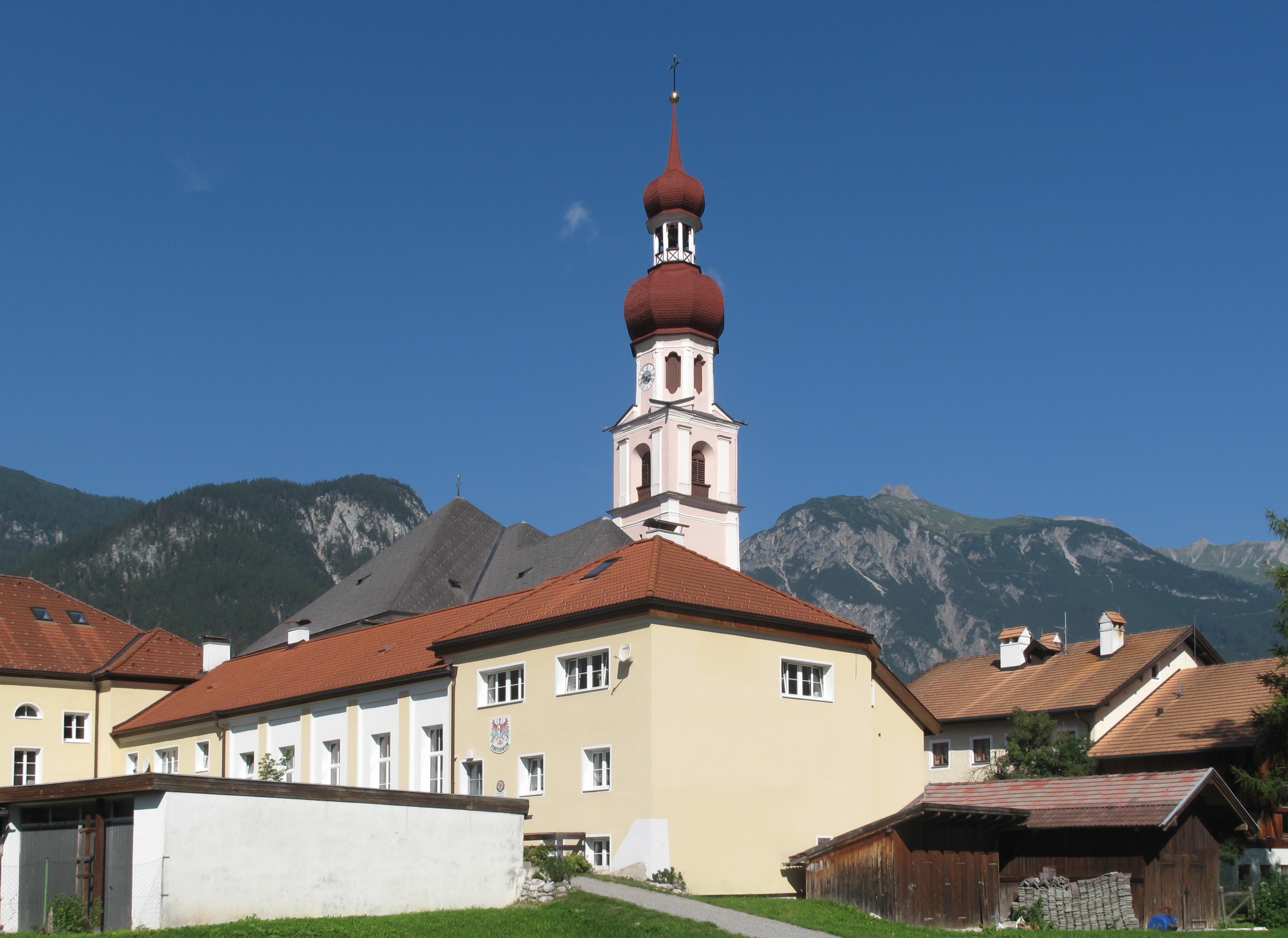
Nassereith, kerk: die Pfarrkirche hl. Drei König